# 寻乌鳞毛蕨
寻乌鳞毛蕨（学名：Dryopteris xunwuensis）为鳞毛蕨科鳞毛蕨属下的一个种。